# Nông lâm kết hợp

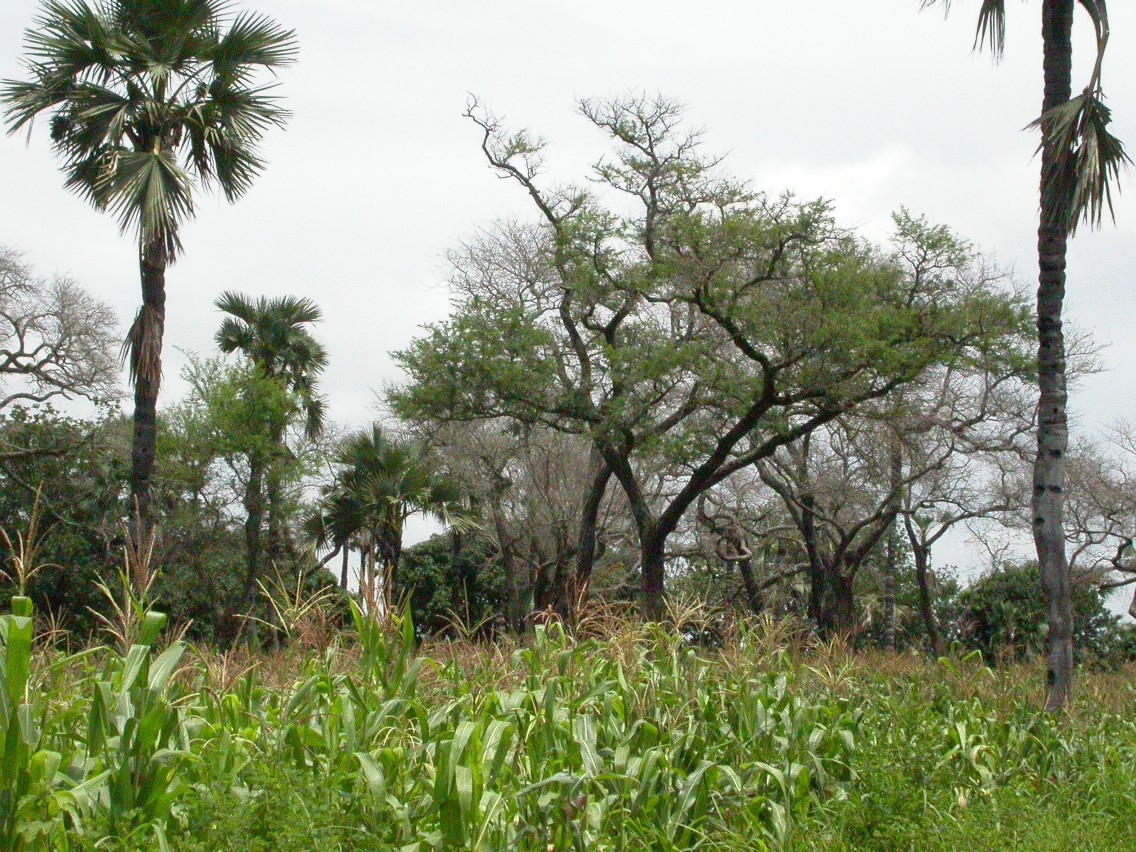
Mô hình ở quốc gia Burkina Faso: Cây Cao lương (Sorghum spp.) xen canh với Faidherbia albida (một loài cây họ Đậu) và Borassus akeassii (một loài Thốt nốt châu Phi).

Nông lâm kết hợp hay nông lâm nghiệp là một hệ thống quản lý sử dụng đất, trong đó cây hàng năm, cây bụi, cây thân thảo được trồng xung quanh hoặc xen giữa các cây trồng lâu năm, cũng có thể kết hợp đồng cỏ hoặc chăn nuôi. Sự kết hợp này có thể tiến hành đồng thời hoặc kế tiếp theo không gian, thời gian để tạo ra đa dạng hơn, năng suất hơn, lợi nhuận hơn, sinh thái và bền vững các hệ thống sử dụng đất.

## Lĩnh vực khoa học
Các cơ sở lý thuyết cho nông lâm kết hợp xuất phát từ sinh thái môi trường gần với sinh thái nông nghiệp, sinh thái lâm nghiệp. Từ quan điểm này, nông lâm kết hợp là một trong ba ngành khoa học sử dụng đất chủ yếu cùng với nông nghiệp và lâm nghiệp.
Nông lâm kết hợp có rất nhiều điểm chung với trồng xen canh. Cả hai đều có hai hoặc nhiều loài thực vật trong tương tác chặt chẽ, cả hai cung cấp nhiều đầu ra, năng suất tổng thể cao hơn trong khi đó đầu vào được chia sẻ và giảm chi phí.

## Lịch sử
Nông lâm kết hợp và các phương pháp tương tự đã được sử dụng lâu đời bởi các thổ dân châu Mỹ. Thổ dân miền tây nước Mỹ từng có những quy định ngặt nghẽo và vận dụng mô hình quản lý lửa rừng để tạo ra môi trường sống tốt hơn cho cây cối về dinh dưỡng và kiểm soát mầm bệnh.
Tại châu Á, ở Trung Quốc và Việt Nam mô hình canh tác kết hợp cây gỗ với cây nông nghiệp đã có từ lâu đời. Từ thời nhà Hán, người ta đã khuyến cáo phát triển cây gỗ cũng với chăn nuôi và cây nông nghiệp ngắn ngày. Trong tàng thư sách cổ của người Trung Quốc có ghi chép trong cuốn Trí dân yếu thư hướng dẫn nông dân trộn lẫn hạt cây Hòe (Styphnolobium japonicum) và hạt cây Gai dầu (Cannabis spp.) để gieo trồng và tạo ra những cây Hòe có chiều cao đều nhau.

## Đặc điểm
Một hệ thống sử dụng đất nông lâm kết hợp thường gồm các đặc điểm sau:
- Bao gồm có ít nhất là hai đối tượng bao gồm loài cây trồng hoặc cả vật nuôi, mà trong đó gồm ít nhất một loài cây trồng lâu năm.
- Có ít nhất là hai hoặc nhiều hơn sản phẩm từ hệ thống.
- Chu kỳ sản xuất thường dài hơn một năm.
- Đa dạng hơn canh tác độc canh về cấu chức và chức năng sinh thái.
- Luôn có mối quan hệ tương hỗ giữ thành phần cây trồng lâu năm và các thành phần khác.

## Lợi ích
Các hệ thống nông lâm kết hợp có thể thuận lợi hơn các phương pháp sản xuất truyền thống nông nghiệp và lâm nghiệp. Chúng có thể đem đến năng suất tăng cao và các lợi ích kinh tế, đa dạng hơn về hàng hóa nông sản cà cung cấp các mô hình sinh thái.
Đa dạng sinh học trong các hệ thống nông lâm kết hợp thường cao hơn trong hệ thống nông nghiệp thông thường. Với hai hay nhiều loài thực vật tương tác trên một diện tích đất nhất định, nó tạo ra một môi trường sống phức tạp hơn có thể hỗ trợ đa dạng hơn cho các loài côn trùng, chim chóc và các loài động vật khác. Tùy thuộc vào các ứng dụng, tác động của nông lâm kết hợp có thể bao gồm:
- Giảm nghèo đói qua việc tăng sản xuất gỗ và nông sản khác cho tiêu dùng và hàng hóa.
- Góp phần vào an ninh lương thực bằng cách khôi phục độ phì nhiêu cho đất trồng cây lương thực.
- Hạn chế quá trình rửa trôi và xói mòn đất trồng, góp phần làm sạch nguồn nước thông qua việc giảm chất dinh dưỡng và đất chảy tràn.
- Chống lại sự nóng lên toàn cầu và nguy cơ đói nghèo bằng cách tăng số lượng cây chịu hạn và sản xuất các loại trái cây, các loại hạt và các loại dầu ăn.
- Giảm tình trạng phá rừng và áp lực lên rừng bằng cách cung cấp thêm củi đốt, chất đốt từ trang trại.
- Giảm hoặc loại bỏ sự phụ thuộc vào các hóa chất nông nghiệp độc hại (thuốc trừ sâu, thuốc diệt cỏ, vv)
- Tăng đầu ra cho sản phẩm từ trang trại đa dạng hơn, cải thiện dinh dưỡng trong thực phẩm cung cấp cho con người và vật nuôi.
- Trong trường hợp bị hạn chế về y tế do khoảng cách tới các cơ sở y tế và điều kiện tài chính kinh tế eo hẹp thì nông lâm kết hợp cũng tạo thêm không gian cho phát triển cây thuốc và mô hình vườn thuốc chữa bệnh.
- Tăng tính ổn định cây trồng.
- Tăng khả năng chống hạn hán và thiếu nước vào mùa khô.
- Tăng cường quản lý chất thải sinh học.

Phương thức nông lâm kết hợp cũng đem lại nhiều mục tiêu môi trường khác như: 
- Tăng hấp thụ Carbon
- Giảm tiếng ồn, bụi và mùi ô nhiễm không khí. Mùi, bụi, và giảm tiếng ồn
- Tăng không gian xanh và thẩm mỹ thị giác.
- Nâng cao hoặc duy trì môi trường sống động vật hoang dã

### Ứng phó biến đổi khí hậu
Nhiều trang trại và hộ nông dân đã lựa chọn chuyển đổi sang mô hình nông lâm kết hợp nhằm thích ứng với các tác động của hiện tượng biến đổi khí hậu. Khảo sát từ các chương trình nghiên cứu CGIAR về biến đổi khí hậu, nông nghiệp và an ninh lương thực (CCAFS) đối với hơn 700 hộ gia đình ở Đông Phi có ít nhất 50% số hộ gia đình đã bắt đầu thay đổi mô hình trồng cây trên trang trại của họ so với cách đó 10 năm. Những cây trồng hạn chế các tác động của biến đổi khí hậu bằng cách tăng độ ổn định của đất bề mặt, giảm tác động của xói mòn đất, cải thiện chất lượng nước, độ dinh dưỡng trong đất, tăng sản lượng cung cấp trái cây, trà, cà phê, dầu, thức ăn gia súc và các sản phẩm dược liệu, và thêm sản phẩm mới vào thu hoạch thông thường của họ. Nông lâm kết hợp là một trong những chiến lược thích ứng biến đổi khí hậu được nghiên cứu ứng dụng rộng rãi nhất cùng với việc sử dụng các giống cây trồng cải thiện và biện pháp xen canh.

## Ứng dụng và phân loại

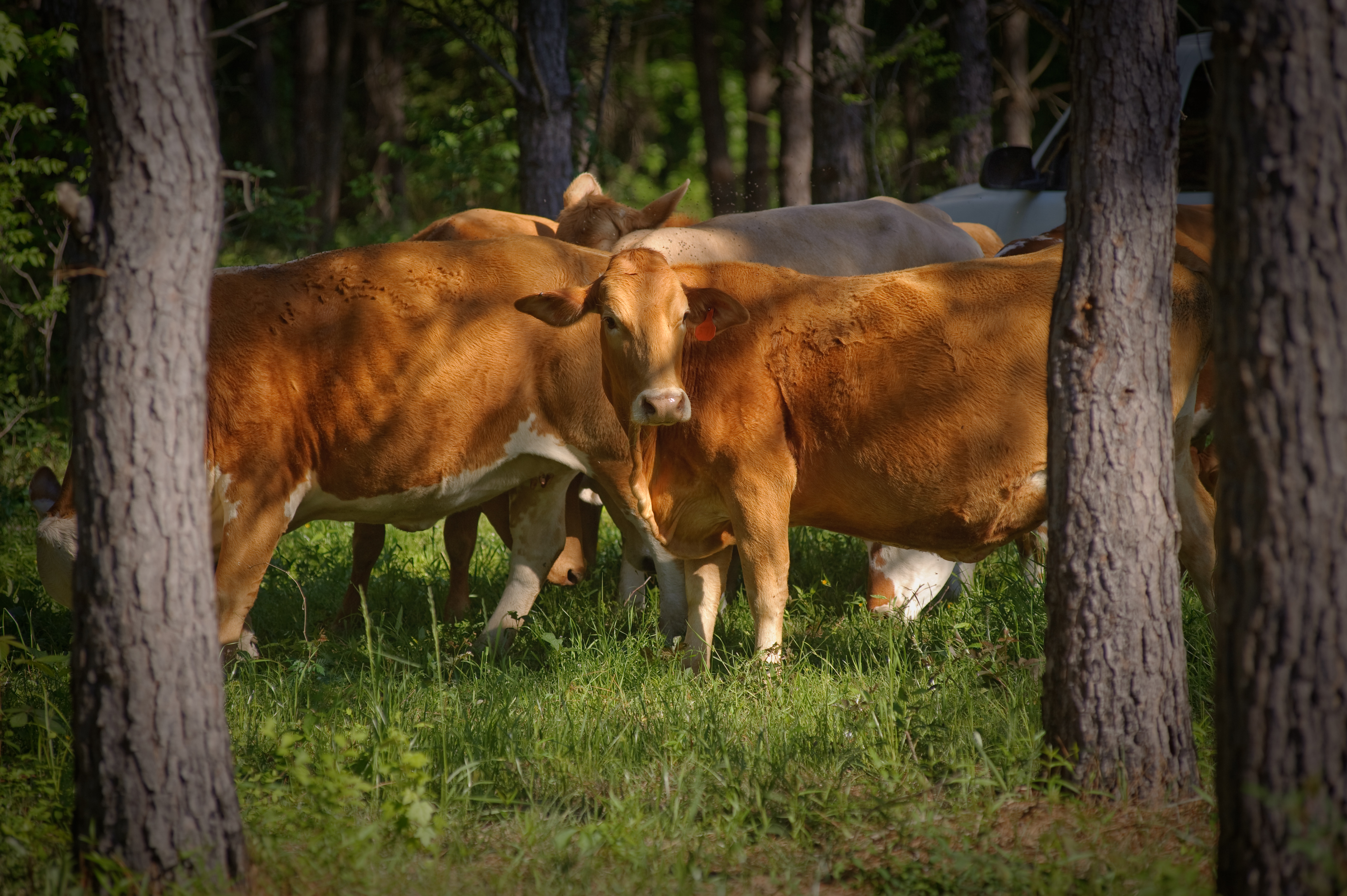
Mô hình chăn nuôi dưới tán rừng

Nông lâm kết hợp đại diện cho sự đa dạng rộng rãi trong ứng dụng và trong thực tế. Có khoảng hơn 50 ứng dụng khác nhau, chúng có các điểm tương đồng về quan điểm thực hành và chủ yếu được phân loại trên cơ sở các vấn đề mà ứng dụng đó giải quyết được cũng như những trở ngại kinh tế hay mục tiêu hướng tới. Các loại bao gồm:
- Lâm viên (Parklands).
- Hệ thống canh tác dưới tán cây.
- Hệ thống canh tác cây trồng che phủ.
- Hệ thống nông lâm kết hợp cây gỗ, cây bụi và dây leo
- Hệ thống nông lâm kết hợp lâm nghiệp và chăn thả gia súc (chăn nuôi dưới tán rừng).
- Hệ thống nông-lâm-súc.
- Hệ thống cây gỗ và nuôi ong.
- Lâm nghiệp và nuôi trồng thủy sản.
- Khoảnh đất trồng cây đa dạng.
- Hệ thống nông lâm đồng cỏ.
- Nông lâm trên đất dốc.
- hệ thống Boundary
- Hệ thống Taungyas
- Hệ thống hỗ trợ vật lý
- Nông nghiệp rừng.
- Đai phòng hộ và chắn gió.

## Thách thức
Nông lâm kết hợp có liên quan đến gần như tất cả các môi trường và là một phản ứng tiềm năng cho những vấn đề phổ biến trên toàn cầu, các hệ thống nông lâm kết hợp có thể có lợi thế hơn so với nông nghiệp truyền thống hoặc lâm nghiệp truyền thống. Tuy nhiên, nông lâm kết hợp không phải là hệ thống phổ biến, ít nhất là cho tới hiện tại theo các cuộc điều tra không đầy đủ của Bộ nông nghiệp Hoa Kỳ (USDA) tháng mười một, năm 2013.
Theo đề nghị từ một cuộc khảo sát của chương trình khuyến nông tại Hoa Kỳ một số trở ngại (sắp xếp từ quan trọng nhất đến ít quan trọng) đối với nông lâm kết hợp bao gồm:
- Thiếu các thị trường phát triển cho sản phẩm.
- Không quen với công nghệ hiện đại.
- Thiếu thông tin về các ví dụ nông lâm kết hợp thành công.
- Sự cạnh tranh giữa các cây, cây trồng và động vật
- Thiếu sự hỗ trợ tài chính.
- Thiếu tiềm năng lợi nhuận rõ ràng.
- Thiếu điểm trình diễn.
- Thiếu Chi phí quản lý bổ sung.
- Thiếu các chương trình đào tạo chuyên môn.
- Thiếu kiến thức về nơi để tiếp thị sản phẩm.
- Thiếu sự hỗ trợ kỹ thuật
- Không có nhiều khả năng được đón nhận hoặc chỉ mới bắt đầu từ lên chi phí, kế hoạch thời gian.
- Không quen với cách thay thế phương pháp tiếp cận.
- Không có các thông tin về nông lâm kết hợp.
- Nhiều sự phiền hà.
- Thiếu cơ sở hạ tầng (ví dụ như các nhà xưởng, thiết bị).
- Thiếu diện tích đất canh tác.
- Thiếu nguồn con giống, cây giống.
- Thiếu các nghiên cứu khoa học

Một số giải pháp cho những trở ngại đã được đề nghị mặc dù còn phụ thuộc nhiều vào hoàn cảnh cụ thể.